# João Havelange
Jean-Marie Faustin Goedefroid de Havelange, més conegut com a João Havelange (Rio de Janeiro, 8 de maig del 1916 - 16 d'agost de 2016) fou un dirigent esportiu i exnedador brasiler d'origen belga. Va ser president de la Federació Internacional de Futbol Associació (FIFA) des del 1974 fins al 1998. Des del 1963 era membre del Comitè Olímpic Internacional (COI).

## Biografia
De jove va destacar en diferents esports, entre ells el waterpolo i la natació, i va participar com a nedador als Jocs Olímpics d'Estiu de 1936 a Berlín i com a waterpolista als Jocs Olímpics d'Estiu de 1952 de Hèlsinki.
Entre 1958 i 1975, va ser president de la Confederació Brasilera d'Esports (CBD) i de la Confederació Brasilera de Futbol i entre 1955 i 1963, membre del Comitè Olímpic del Brasil.
Havelange va dirigir la FIFA, l'organisme rector del futbol mundial, del 1974 i al 1998, i el va rellevar Joseph Blatter. Havelange, que també va ser membre d'honor del COI durant 48 anys, va renunciar l'any 2013 a la presidència d'honor de la FIFA arran de l'escàndol de corrupció que es va destapar quan es va descobrir que tant ell com el seu exgendre, el president de la Confederació Brasilera de Futbol (CBF), s'havien beneficiat de suborns als anys 90.